# Ugrabitve otrok med rusko-ukrajinsko vojno
Med rusko-ukrajinsko vojno je Rusija na območjih, ki jih okupira v Ukrajini, ugrabila ukrajinske otroke, jih deportirala v Rusijo, jim dodelila rusko državljanstvo, jih prisilno posvojila v ruske družine in namerno ustvarila ovire za njihovo ponovno združitev s starši in vrnitev v domovino. Organizacija združenih narodov je ruske deportacije otrok označila za vojni zločin. Mednarodno kazensko sodišče je izdalo nalog za aretacijo ruskega predsednika Vladimirja Putina (ki je javno podprl prisilne posvojitve in sprejel zakonodajo, ki to omogoča) V skladu z mednarodnim pravom, vključno s Konvencijo o genocidu iz leta 1948, so ruske ugrabitve in deportacije otrok genocid, če so storjene z namenom uničenja, v celoti ali delno, naroda ali etnične skupine.
Ruske okupacijske oblasti v Ukrajini so otroke ugrabile po tem, ko so njihove starše aretirali, so jih ubili Otroke so ugrabili tudi iz ukrajinskih državnih ustanov na okupiranih območjih in prek otroških »poletnih taborov« v Rusiji. Ugrabljeni otroci so podvrženi rusifikaciji. Vzgoja vojnih otrok v tuji državi in kulturi lahko predstavlja dejanje genocida, če je namenjeno brisanju njihove nacionalne identitete.
Ukrajinske oblasti so potrdile identiteto več kot 19.000 ugrabljenih otrok. Ruske oblasti trdijo, da je bilo do sredine leta 2023 premeščenih več kot 700.000 ukrajinskih otrok, ukrajinski varuh otrokovih pravic pa meni, da je dejansko število ugrabljenih otrok lahko več sto tisoč. Dobrodelna organizacija Save Ukraine se prizadeva za repatriacijo in združitev družin ugrabljenih otrok.

## Zgodovina

### 2014-2022
Rusija je po tem, ko je leta 2014 napadla Ukrajino, v istem letu začela s premestitvami otrok. Prvi program je začela »dobrodelna zvezdnica« Elizaveta Glinka.  V začetku februarja 2022 je Rusija »evakuirala« 500 domnevnih sirot iz okupiranega dela Doneške oblasti na rusko ozemlje.

### 2022
24. februarja 2022 je Rusija sprožila obsežno invazijo na Ukrajino. Prva poročila o prisilnih deportacijah v Rusijo so se pojavila sredi marca 2022 med obleganjem Mariupola. Istega meseca je ruska komisarka za otrokove pravice Marija Lvova-Belova izjavila, da je skupina ukrajinskih otrok, ki so jih v Rusijo deportirali iz Mariupola, sprva uveljavljala svojo ukrajinsko identiteto, »vendar se je ta od takrat preobrazila v ljubezen do Rusije«, in dejala, da je enega od otrok posvojila.
Ukrajinske in ameriške oblasti so 22. marca 2022 poročale, da so ruske sile iz Doneške in Luganske oblasti ugrabile več kot 2300 otrok.
Vladimir Putin je 30. maja 2022 podpisal odlok, ki je poenostavil postopek posvojitve ukrajinskih sirot ali otrok brez starševske oskrbe in jim podelil rusko državljanstvo.
Do 11. aprila sta bili po podatkih OZN razseljeni dve tretjini od 7,5 milijona otrok v Ukrajini. Ukrajinska komisarka za človekove pravice Ljudmila Denisova in veleposlanik pri OZN Sergij Kislica, sta takrat izjavila, da je bilo v Rusijo deportiranih več kot 120.000 otrok. Do 26. maja je bilo v Rusijo deportiranih več kot 238.000 ukrajinskih otrok.
Ukrajina je ruska dejanja izpostavila na srečanju Organizacije za varnost in sodelovanje v Evropi (OVSE) v začetku junija, kjer je vodja ukrajinske misije Jevgenij Cimbaljuk citiral sporočilo ukrajinskega otroka, ki je bil v Rusiji prisilno posvojen, čeprav je imel bližnje žive sorodnike. V pismu se je med drugim pisalo: »Pravijo, da sem sirota. Ampak nisem sirota, imam tebe (pismo je bilo namenjeno teti), imam stare starše. Tukaj je zelo veliko otrok, kot sem jaz. Pravijo, da nas želijo pustiti v Rusiji. In jaz nočem ostati v Rusiji!«
Po poročanju Ukrajinske pravde je Rusija iz okupiranega Mariupola odpeljala 267 sirot v Rostov, kjer bi jim Rusija pod nadzorom Lvove-Belove zamenjala državljanstvo za rusko. Poročala je tudi, da so ruske oblasti na okupiranih ozemljih iskale in zbirale domnevno osirotele otroke, da bi jih odpeljale neznano kam.
Sky News je objavil posnetek nadzornih kamer iz junija 2022, na katerem so agenti ruske FSB vstopili v sirotišnico v Hersonu, da bi pobrali sirote. Osebje je otroke skrilo že pred njihovim prihodom, zato so agenti zasegli dokumentacijo sirotišnike, računalnike in sistem nadzornih kamer, da bi izsledili otroke. Ruske oblasti so nato v prazno sirotišnico nastanile 15 ugrabljenih otrok, ki so jih nato okupatorji med umikom iz Hersona odpeljali s seboj. Po besedah očividca za Sky News so v drugi sirotišnici v Hersonu Rusi bili uspešni in so otroke odpeljali.
Junija 2022 je Mihail Mizincev, vodja Centra za upravljanje nacionalne obrambe, izjavil, da je bilo v Rusijo deportiranih 1.936.911 Ukrajincev, od tega 307.423 otrok.
7. septembra je uradnik Združenih narodov poročal o verodostojnih obtožbah, da so ruske sile v okviru programa prisilne deportacije poslale ukrajinske otroke v posvojitev v Rusijo, ameriški veleposlanik pa je Varnostni svet ZN obvestil, da je bilo samo julija v Rusijo premeščenih več kot 1800 ukrajinskih otrok.
Ugrabitve otrok so potekale tudi v ruskih filtracijskih taboriščih na okupiranih ozemljih, kar je bilo dokumentirano v poročilu Amnesty International z dne 10. novembra 2022 z naslovom »Nezakonito premeščanje in zloraba civilistov v Ukrajini s strani Rusije med 'filtracijo'«. Za Amnesty International je pričal enajstletni deček:
Mojo mati so odpeljali v drug šotor. Zasliševali so jo... Rekli so mi, da me bodo odvzeli mami... bil sem šokiran... Niso mi povedali kam bodo odpeljali mojo mati. Gospa iz Novoazovske službe [za zaščito otrok] je rekla, da bodo morda mojo mati izpustili... nisem je videl... od takrat nisem več slišal od nje.

### 2023
28. aprila 2023 so bile ugrabitve ukrajinskih otrok predmet obravnave Varnostnega sveta ZN.
Po poročilu Reuters-a avgusta 2023, je Aleksej Petrov, pomočnik urada ruskega predsedniškega komisarja za otrokove pravice, na spletu uporabljal neonacistično retoriko in simbolem ter se povezoval z neonacističnimi in ruskimi skrajno desničarskimi spletnimi gibanji.

### 2024
2. februarja 2024 je bila ustanovljena Mednarodna koalicija za vrnitev ukrajinskih otrok s katero sodeluje 37 držav. Sopredsedovujeta ji Ukrajina in Kanada.
Februarja 2024 je NPR izvedel intervju z dvema vrnjenima ugrabljenima otrokoma, potem ko ju je zaslišal Odbor za zunanje zadeve Predstavniškega doma ZDA. Kasneje je njegova predstavnica Susan Wild predlagala resolucijo z imenom: »Obsodba nezakonitih ugrabitev in prisilnih premestitev otrok iz Ukrajine v Rusko federacijo«, ki jo je podprlo 39 sopodpisnikov.
Junija 2024 je Rusija na spletu objavila fotografije več ugrabljenih otrok.

## Ugrabitve
Velika večina ugrabljenih otrok je bila ugrabljena iz južne in vzhodne Ukrajine (Hersonska, Harkovska, Zaporoška, Doneška, Luganska in Mikolajivska oblast). Po poročanju ukrajinskega varuha otrokovih pravic Rusija izvaja ugrabitve z namenom povečanja lastne populacije, otroci pa so tudi zdravstveno pregledani, da bi v ruski narod vključila le zdrave otroke.

### Ločitve od staršev
Nekateri otroci so bili ugrabljeni, potem ko so bili ločeni od staršev med begom iz območij spopadov,, nekateri pa so bili ugrabljeni, potem ko so bili njihovi starši zaprti v ruskih filtracijskih taboriščih. Nekatere otroke so družinski prijatelji ali sorodniki ugrabili od staršev in jih odpeljali v Rusijo, da bi si pridobili finančno in materialno korist od finančnih spodbud, ki jih je Rusija uvedla, da bi spodbujala posvojitve ugrabljenih otrok. Ukrajinski varuh otrokovih pravic je izjavil, da ruske okupacijske oblasti uporabljajo ugrabitve kot kazenski ukrep proti staršem, ki se ne pokorijo okupacijskim oblastim. Ukrajinski uradniki so poročali, da Rusi nekatere otroke ugrabijo, potem ko ruska vojska ubije njihove starše.

### Državne institucije
Nekateri otroci so bili ugrabljeni iz ukrajinskih državnih ustanov, kot so sirotišnice, skupinski domovi,  negovalni domovi, bolnišnice in internati. Veliko prisilno premeščenih otrok je bilo odpeljanih iz sirotišnic in skupinskih domov. Državne institucije so poleg tega zaradi vojne izgubile sled za več tisoč otrok, ki so bili v njihovi oskrbi.
Večina otrok, ki so v oskrbi ukrajinskih državnih ustanov (vključno z nekaterimi v sirotišnicah), niso sirote, temveč so jih starši, ki se soočajo z osebnimi težavami, kot so revščina, bolezen ali odvisnost, le začasno ali trajno dali v oskrbo države. Ukrajina staršem omogoča prostovoljno začasno ali trajno namestitev otrok v oskrbo državnih ustanov. Približno 90 % ukrajinskih otrok, ki živijo v državni oskrbi, je bilo ti. »socialnih sirot« – otrok z družinskimi člani, ki iz različnih razlogov ne morejo skrbeti zanje. Združeni narodi so ocenili, da je pred invazijo leta 2022 v državnih institucijah v Ukrajini živelo približno 90.000 otrok. Ne glede na to, ali so imeli otroci žive starše ali ne, takšne prisilne premestitve med vojno predstavljajo vojni zločin.
BBC je sporočil, da so Rusi veliko ugrabljenih otrok poslali v prevzgojna taborišča ali psihiatrične bolnišnice v Rusiji. Šola za javno zdravje Yale je dokumentirala sistematična prizadevanja za pranje možganov in rusifikacijo ukrajinskih otrok.

### Poletni tabori
Starše na okupiranih območjih so ruske oblasti, vojska in učitelji spodbujali, naj svoje otroke pošiljajo v »poletne tabore« (v resnici prevzgojna taborišča za ukrajinske otroke), da bi si »oddahnili od vojne«. Nekateri starši so bili v strinjanje z odhodom otrok prisiljeni, drugi pa so se z njim strinjali, da bi otroke umaknili iz območja spopadov, izkoristili možnost za brezplačno potovanje (mnoge družine, ki so se strinjale s pošiljanjem svojih otrok, so bile ekonomsko prikrajšane) ali pa jim omogočili boljše življenjske razmere.
Nekateri od otrok odpeljanih v »poletne tabore« so bili nato za nedoločen čas pridržani v taboriščih, drugi pa so bili vrnjeni tedne ali mesece pozneje, kot je bilo obljubljeno. Nekaterim staršem so kasneje povedali, da bodo njihove otroke vrnili le, če jih starši osebno prevzamejo - a potovanje med Ukrajino in Rusijo je težavno, nevarno in predvsem drago, saj se nekatera taborišča nahajajo daleč od Ukrajine (tudi na ruskem Daljnem vzhodu), mnogi otroci pa prihajajo iz zelo revnih družin. Nekateri starši so bili prisiljeni v prodajo svojega celotnega imetja, da so lahko prevzeli svoje otroke. Tudi sorodniki, ki so jim starši podelili pooblastilo, niso smeli prevzeti otrok. Moškim starim med 18 in 60 let, je zaradi vojnega stanja prepovedano zapustiti Ukrajino in poleg tega tvegajo »filtracijo« in morebitno preganjanje ob vstopu v Rusijo, zato lahko v praksi v večini primerov otroke prevzamejo le matere. V nekaterih primerih so voditelji taborišč dejali, da je vrnitev otrok odvisna od tega, ali bo Rusija ponovno okupirala območja, ki jih je osvobodila Ukrajina, kjer živi otrokova družina. Enemu otroku so povedali, da ga zaradi njegovih »proukrajinskih stališč« ne bodo vrnili domov. Nekateri otroci so povedali, da so jim rekli, da jih bodo oddali v posvojitev ali namestili v rejniške družine, če jih starši kmalu ne pridejo iskat. Nekaj otrok je bilo rešenih s posredovanjem ukrajinske vlade. Staršem je bila med bivanjem v taboriščih omejena možnost komunikacije in odrečene informacije njihovem otroku.

## Zlorabe otrok
Po pričevanjih prič preiskovalne komisije OZN, so nekateri otroci v Rusiji bivali v slabih razmerah, brez ustrezne oskrbe in bili deležni verbalne zlorabe. Nekateri rešeni otroci, so pričali o strogih kaznih in omejitvah. Po poročanju ukrajinske vlade, so bili nekateri otroci po prisilni premestitvi v Rusijo žrtev spolnega izkoriščanja. Otroci v »poletnih taborih«, so pričali o pogostem kaznovanju, ustrahovanju in pritiskih, da pojejo rusko himno.
Ugrabljenim otrokom se po vrnitvi v Ukrajino ponudi trimesečna psihična rehabilitacija.

## Ruske dejavnosti

### Posvojitve
Ruska zakonodaja prepoveduje posvojitve otrok, ki so državljani drugih držav, brez soglasja otrokove matične države. Zato je maja 2022 je Vladimir Putin podpisal odlok ki pohitri podelitev ruskega državljanstva ugrabljenim ukrajinskim otrokom in s tem omogočil njihovo trajno posvojitev v ruske družine. Ta sprememba predstavlja pravno oviro za združitev ugrabljenih otrok z njihovimi resničnimi družinami ali njihovo repatriacijo v Ukrajino.  Ruske sirotišnice, skupinski domovi in uradi za socialne storitve lahko prav tako vložijo zahtevo za posvojitev ugrabljenih otrok, s čimer se začne njihova naturalizacija.
Ruska vlada je vzpostavila register ruskih družin, ki lahko posvojijo ukrajinske otroke, in telefonsko linijo za družine, ki želijo posvojiti ukrajinske otroke iz Donbasa. Družine so plačane za vsakega posvojenega otroka, ki se mu podeli rusko državljanstvo. Marija Lvova-Belova je predlagala vzpostavitev baze podatkov ukrajinskih (domnevnih) sirot, da bi olajšali dostop ruskih družin do njih. Izrazila je tudi željo po sistematizaciji postopka posvojitve.
BBC je poročal, da je Putinov zaveznik Sergej Mironov nezakonito posvojil fantka odpeljanega iz Ukrajine.

### Rusifikacija in prevzgoja
The New York Times je poročal: »ruski uradniki ... so jasno povedali, da je njihov cilj vsako otroško navezanost na dom nadomestiti z ljubeznijo do Rusije«. Po prihodu v Rusijo otroke namestijo v domove in začno s prevzgojo. Tudi na okupiranih območjih so ruske oblasti grozile, da bodo staršem odvzele starševske pravice, če njihov otrok ne bo obiskoval šole z ruskim učnim načrtom.
Leta 2022 je ruska vlada vzpostavila obsežen sistem najmanj 43 otroških taborov v Rusiji in na okupiranem Krimu (večina taborov so bila prej otroška poletna letovišča), katerega glavni namen je »vključevanje otrok iz Ukrajine v vizijo ruske vlade o nacionalni kulturi, zgodovini in družbi«, kot je zapisano v poročilu Laboratorija za humanitarne raziskave na šoli za javno zdravje univerze Yale. Taborišča so bila vzpostavljena tudi v Belorusiji. Otroci v taboriščih so podvrženi rusifikaciji, ruski državni propagandi in vojaškemu izobraževanju (ki vključuje tudi usposabljanje z orožjem). Otroci so tudi deležni formalne izobrazbe po ruskih učnih načrtih. V ruski sistem taborišč za otroke je bilo vključenih najmanj 6000 ukrajinskih otrok, analize javnih poročil in satelitskih posnetkov pa so pokazale, da je v taboriščih v resnici nameščenih veliko večje število otrok.
V delovanje taborišč so vključene vse ravni ruske vlade – zvezna, regionalna in lokalna –, njihovo delovanje pa podpirajo ruske okupacijske oblasti in njihovi posredniki ter člani ruske civilne družbe in zasebnega sektorja. Vladimir Putin in Marija Lvova-Belova sta taborišča javno promovirala.

### Zloraba otrok za propagando
Rusija je že med vojno v Donbasu začela uporabljati ugrabljene ukrajinske otroke za propagando. Uradna ruska razlaga dogajanje je, da »zapuščene otroke pred vojnim opustošenjem rešuje velikodušna ruska država«. Prisilna premestitev ukrajinskih otrok je del širše propagandne strategije Vladimirja Putina, ki poskuša Ukrajino prikazati kot »del ruskega naroda«, upravičiti svojo invazijo in okrepiti podporo vojni. Ugrabljeni otroci so bili paradirani na vladnem provojnem shodu ob prvi obletnici invazije, kjer so se zahvalili ruskim vojakom, ker so jih »rešili«. Rusija za svoje državljane skrbno kurira prikaz prisilnih premestitev. Državna televizija je predvajala posnetke ruskih uradnikov, ki so novo prispelim ugrabljenim otrokom delili medvedke, ruski uradniki v Donecku pa so povabili novinarje na dogodke, kjer so ugrabljenim otrokom delili darila.

### Preprečevanje vrnitve in združitev družin
Mnogi starši si prizadevajo za ponovno združitev s svojimi otroci (nekateri ne, bodisi zaradi finančnih razlogov bodisi zaradi prejšnje odtujenosti). Ruske oblasti se ne trudijo stopiti v stik s starši, da bi jih obvestile, da so njihovi otroci v njihovem skrbništvu in zavračajo vsakršno sodelovanje z ukrajinsko vlado in mednarodnimi organizacijami. Prav tako prikrivajo informacije o identiteti premeščenih otrok, kar še posebno otežuje njihovo iskanje in identifikacijo. Rusi ugrabljenim otrokom tudi spremenijo imena in priimke, kar iskanje še dodatno oteži, še posebno pri majhnih otrocih, ki se teh podatkov ne spomnijo.
Ukrajinski varuh otrokovih pravic je dejal, da je postopek iskanja ugrabljenih otrok še posebej težaven pri majhnih otrocih, ki se morda ne spomnijo, od kod so. Tudi v primerih, ko so starši uspešno izsledili svoje otroke in uradno zaprosili ruske oblasti za ponovno združitev z njimi, so ruski uradniki poskušali pritiskati na starše in otroke ter jih prepričati, da privolijo v premestitev, obljubljajoč udobje in boljše življenje. V primerih, ko starši (ali drugi zakoniti skrbniki) in otroci ne morejo vzpostaviti stika ali starši ne morejo ali nočejo osebno priti po otroke, so otroci deportirani v Rusijo, tudi če osebno izrazijo željo ostati v Ukrajini. Ruski uradniki so ugrabljenim otrokom lagali, da so jih starši zapustili.

### Financiranje
V letu 2024 je po izsledkih raziskovalnih medijev Lvova-Belova iz proračuna Rusije prejela ekvivalent €420.000 »za odstranitev otrok iz posebne vojaške okupacijske cone«.

## Vpletenost Belorusije
Belorusija in z državo povezane organizacije so aktivno sodelovale pri prisilnih premestitvah ukrajinskih otrok. Nekateri so bili deportirani v Belorusijo, kjer jih zadržujejo v »rekreacijskih« taboriščih. Nacionalna skupina za protikrizno upravljanje, beloruska organizacija, ki jo vodi beloruski opozicijski voditelj Pavel Latuška, je avgusta 2023 na podlagi informacij iz javnih virov poročala, da je bilo v Belorusijo premeščenih najmanj 2100 ukrajinskih otrok.  Premestitve ukrajinskih otrok so bile prikazane na beloruski državni televiziji. Obstajajo znaki prizadevanj beloruske države za prevzgojo. Veliko informacij o ugrabitvah otrok prihaja od njihovih staršev; otroci, ki so bili deportirani v Belorusijo, so bili ugrabljeni iz območij Ukrajine, ki so bila avgusta 2023 še vedno pod rusko okupacijo, kar je oviralo preiskave.
V skladu z mednarodnim humanitarnim pravom je potrebno otroke na vojnih območjih evakuirati v nevtralne tretje države, če je to mogoče. Belorusija ni nevtralna, saj je svoje ozemlje nudila kot izhodišče za rusko invazijo na Ukrajino leta 2022.
V intervjuju za beloruski državni televizijski kanal Belarus-1 julija 2023 je Dzmitri Šaucov, vodja beloruskega Rdečega križa, oblečen v vojaška oblačila, okrašena z ruskim simbolom Z, priznal ugrabitev in deportacijo ukrajinskih otrok z rusko okupiranih območij v Belorusijo zaradi »izboljšanja zdravja« in dejal, da bodo s tem nadaljevali. Mednarodna federacija društev Rdečega križa in Rdečega polmeseca se je od njegovih izjav distancirala, izrazila pa je tudi »globoko zaskrbljenost«, zahtevala prenehanje te prakse in sprožila preiskavo s strani svojega preiskovalnega odbora.
Beloruski predsednik Aleksander Lukašenko je zavrnil nasprotovanje deportacijam otrok in namesto tega širil lažne novice, da so ukrajinske otroke »prevažali v zahodne države za trgovino z organi«.
Februarja 2024 je Evropska unija uvrstila Šaucova in več drugih oseb in organizacij iz Belorusije na črni seznam zaradi njihove vpletenosti v ugrabitve otrok. Združene države Amerike, Ukrajina, Avstralija in Nova Zelandija so prav tako uvedle sankcije v zvezi s prisilnimi deportacijami.

## Vprašanje genocida
Konvencija o genocidu iz leta 1948 določa:
 
Ruske ugrabitve in deportacije ukrajinskih otrok z namenom rusifikacije in prevzgoje so bile opisane kot izpolnjevanje kriterijev za genocid. Glede na poročilo Centra za človekove pravice Raoula Wallenberga v Montrealu in inštituta New Lines v Washingtonu iz maja 2022 obstajajo utemeljeni razlogi za sklepanje, da Rusija krši dva člena Konvencije o genocidu iz leta 1948, med drugim prisilno premestitev ukrajinskih otrok v Rusijo, kar je samo po sebi genocidno dejanje.
Strokovnjak za genocid Timothy Snyder je podprl mnenje, da deportacije otrok ustrezajo definiciji genocida po Konvenciji o genocidu iz 1948. Profesorica prava Yulia Ioffe je zapisala, da ugrabitve otrok izpolnjujejo prima facie elemente kaznivega dejanja genocida. Lily Muelrath s Pravne fakultete Univerze v Wisconsinu in raziskovalni profesor Azeem Ibrahim sta se tudi strinjala s takšno oznako.
Britanski sociolog Martin Shaw je deportacije otrok označil kot eno od večih ruskih dejanj v Ukrajini, ki predstavljajo genocid. Profesorji kazenskega prava Denis Azarov, Dmitro Koval, Gaiane Nuridzhanian in Volodimir Venger so izjavili, da trajna ločitev ukrajinskih otrok od njihovih družin in nacionalne identitete predstavlja širši načrt uničenja ukrajinskega naroda. Drugi so to primerjali s kulturnim genocidom. Ameriško-ukrajinski odvetnik Askold Lozinski je izpostavil tri genocide nad Ukrajinci: gladodomor, operacijo Visla ter rusko vojno proti Ukrajini od leta 2014 naprej, kar vključuje deportacije otrok.
Aprila 2023 je Svet Evrope prisilne premestitve otrok označil za dejanje genocida, pri čemer je velika večina glasov 87 glasov za resolucijo, 1 proti in 1 vzdržan.

## Sankcije
Rusko komisarko za otrokove pravice Marijo Lvovo-Belovo so sankcionirale Združene države Amerike, Evropska unija, Združeno kraljestvo, Kanada in Avstralija.

## Nalogi za aretacijo
Mednarodno kazensko sodišče je 17. marca 2023 zaradi kazenske odgovornosti nezakonitih deportacij in premestitev ukrajinskih otrok z okupiranih območij Ukrajine izdalo nalog za aretacijo Putina in Lvove-Belove. Potencialna kazen za obtožbe je dosmrtna ječa. To je prvič, da je sodišče izdalo nalog za prijetje zoper vodjo stalne članice Varnostnega sveta Združenih narodov. Tožilec Mednarodnega kazenskega sodišča Karim Khan je dejal: »Zagotoviti moramo, da bodo odgovorni za domnevna kazniva dejanja odgovarjali za svoja dejanja in da se otroci vrnejo svojim družinam in skupnostim. Ne moremo dovoliti, da se z otroki ravna, kot da so vojni plen.«